# Auchmeromyia kurahashi
Auchmeromyia kurahashi är en tvåvingeart som beskrevs av Andy Z. Lehrer 2005. Auchmeromyia kurahashi ingår i släktet Auchmeromyia och familjen spyflugor.
Artens utbredningsområde är Kenya. Inga underarter finns listade i Catalogue of Life.